# 5 000 mètres masculin de patinage de vitesse aux Jeux olympiques de 2022
Navigation
Pyeongchang 2018 Milan-Cortina 2026
Le 5 000 mètres masculin de patinage de vitesse aux Jeux olympiques d'hiver de 2022 a lieu le 6 février 2022 à l'Anneau national de patinage de vitesse de Pékin.

## Programme
Tous les horaires correspondent à l'UTC+8.
| Date                    | Horaire |
| ----------------------- | ------- |
| Dimanche 6 février 2022 | 16 h 30 |

## Records
Avant cette compétition, les records dans cette discipline étaient les suivants :
| Record du monde    | 6 min 1 s 56  | Nils van der Poel  | Suède    | 3 décembre 2021 | Salt Lake City |
| Record olympique   | 6 min 9 s 76  | Sven Kramer        | Pays-Bas | 11 février 2018 | Gangneung      |
| Record de la piste | 6 min 37 s 80 | Hanahati Muhamaiti | Chine    | 7 avril 2021    | Pékin          |

## Médaillés
| Or                        | Argent                   | Bronze                        |
| Nils van der Poel (Suède) | Patrick Roest (Pays-Bas) | Hallgeir Engebråten (Norvège) |

## Résultats
Légende
- O : Couloir extérieur
- I : Couloir intérieur

| Rang                                | Série | Ligne | Patineur             | Nationalité | Temps         | Retard    | Notes |
| ----------------------------------- | ----- | ----- | -------------------- | ----------- | ------------- | --------- | ----- |
| Médaille d'or, Jeux olympiques      | 10    | I     | Nils van der Poel    | Suède       | 6 min 8 s 84  | —         | RO    |
| Médaille d'argent, Jeux olympiques  | 5     | O     | Patrick Roest        | Pays-Bas    | 6 min 9 s 31  | + 0 s 47  |       |
| Médaille de bronze, Jeux olympiques | 3     | O     | Hallgeir Engebråten  | Norvège     | 6 min 9 s 88  | + 1 s 04  |       |
| 4                                   | 3     | I     | Sergey Trofimov      | ROC         | 6 min 10 s 27 | + 1 s 43  |       |
| 5                                   | 6     | I     | Jorrit Bergsma       | Pays-Bas    | 6 min 13 s 18 | + 4 s 34  |       |
| 6                                   | 8     | I     | Aleksandr Rumyantsev | ROC         | 6 min 15 s 02 | + 6 s 18  |       |
| 7                                   | 10    | O     | Bart Swings          | Belgique    | 6 min 16 s 90 | + 8 s 06  |       |
| 8                                   | 8     | O     | Davide Ghiotto       | Italie      | 6 min 16 s 92 | + 8 s 08  |       |
| 9                                   | 1     | I     | Sven Kramer          | Pays-Bas    | 6 min 17 s 04 | + 8 s 20  |       |
| 10                                  | 9     | O     | Ted-Jan Bloemen      | Canada      | 6 min 19 s 11 | + 10 s 27 |       |
| 11                                  | 7     | I     | Patrick Beckert      | Allemagne   | 6 min 19 s 58 | + 10 s 74 |       |
| 12                                  | 6     | O     | Seitaro Ichinohe     | Japon       | 6 min 19 s 81 | + 10 s 97 |       |
| 13                                  | 2     | O     | Felix Rijhnen        | Allemagne   | 6 min 19 s 86 | + 11 s 02 |       |
| 14                                  | 9     | I     | Rouslan Zakharov     | ROC         | 6 min 21 s 00 | + 12 s 16 |       |
| 15                                  | 7     | O     | Michele Malfatti     | Italie      | 6 min 21 s 47 | + 12 s 63 |       |
| 16                                  | 2     | I     | Emery Lehman         | États-Unis  | 6 min 21 s 80 | + 12 s 96 |       |
| 17                                  | 4     | O     | Ethan Cepuran        | États-Unis  | 6 min 25 s 97 | + 17 s 13 |       |
| 18                                  | 4     | I     | Livio Wenger         | Suisse      | 6 min 27 s 01 | + 18 s 17 |       |
| 19                                  | 1     | O     | Viktor Hald Thorup   | Danemark    | 6 min 28 s 87 | + 20 s 03 |       |
| 20                                  | 5     | I     | Andrea Giovannini    | Italie      | 6 min 30 s 11 | + 21 s 27 |       |